# Gregory A. Feest

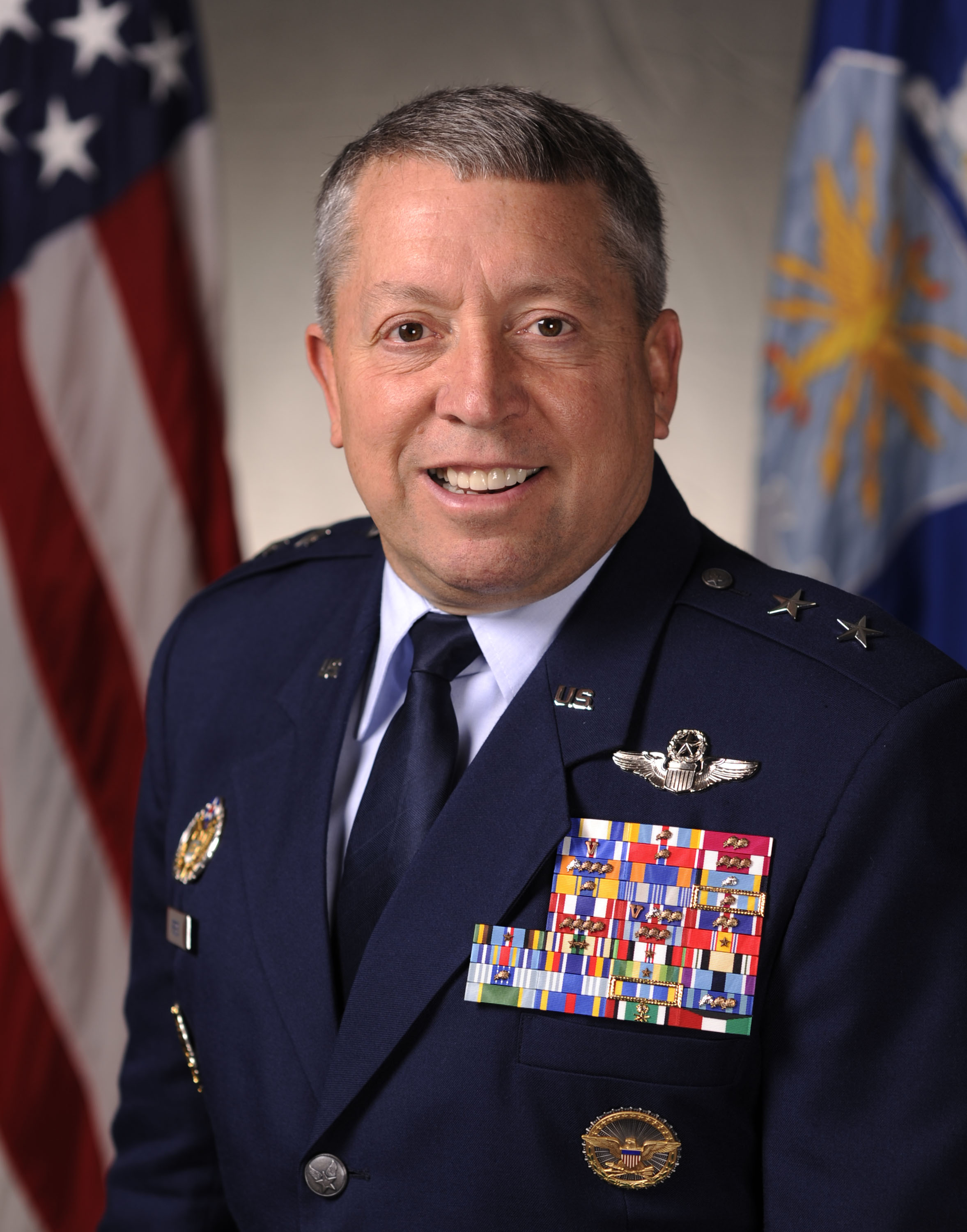
Gregory A. Feest

Gregory A. Feest (* 1956 in Racine, Racine County, Wisconsin) ist ein pensionierter Generalmajor der United States Air Force. Er war unter anderem Kommandeur der 19. Luftflotte (Nineteenth Air Force).
Über das ROTC-Programm der University of Wisconsin–Madison gelangte er im Jahr 1978 in das Offizierskorps der United States Air Force.
Im Lauf seiner militärischen Karriere absolvierte er verschiedene Kurse und Schulungen. Dazu gehörten unter anderem eine Ausbildung zum Kampfpiloten und weitere Fortbildungskurse als Pilot von neuen Flugzeugtypen; die Squadron Officer School auf der Maxwell Air Force Base in Alabama; das Air Command and Staff College, das sich ebenfalls auf der Maxwell AFB befindet; das National War College in Fort Lesley J. McNair in Washington, D.C.; der Combined Force Air Component Commander Course, der auf der Maxwell AFB stattfand; der Systems Acquisition Management General Officers Course in Fort Belvoir in Virginia und der Joint Flag Officer Warfighting Course, der erneut auf der Maxwell AFB gegeben wurde. Außerdem erhielt er akademische Grade von der Golden Gate University, der Syracuse University und der Harvard Kennedy School.
In seinen frühen Jahren als Offizier der Luftwaffe war er an verschiedenen Stützpunkten stationiert. Dabei war er als Pilot, Flugausbilder, Waffenoffizier und Stabsoffizier bei unterschiedlichen Einheiten tätig. Dazwischen absolvierte er die erwähnten Schulungen. Während des Zweiten Golfkriegs war er als Bomberpilot eingesetzt. Als Stabsoffizier war er unter anderem im Hauptquartier der Air Force tätig. Zwischen Januar 1980 und Dezember 1982 war er in England auf der Royal Air Force Base Upper Heyford stationiert. Dort gehörte er als Waffen und Taktikoffizier dem Stab des 20. Kampfgeschwaders (20th Tactical Fighter Wing) an. Anschließend setze er seine Laufbahn in den Vereinigten Staaten fort.
Zwischen Mai 1995 und Juni 1997 kommandierte Feest als Oberstleutnant auf der Holloman Air Force Base in New Mexico die 9. Kampfstaffel (9th Fighter Squadron). Nach seinem anschließenden Studium am National War College wurde er im Juni 1998 zum Verteidigungsministerium der Vereinigten Staaten versetzt. Dort war er bis zum Juni 2000 als senior military assistant to the Director, Operational Test and Evaluation tätig. Anschließend übernahm er auf der Moody Air Force Base in Georgia den Oberbefehl über die 479th Flying Training Group. Dieses Amt bekleidete er zwischen Juni 2000 und Januar 2002.
Feests nächste Mission führte ihn auf die Langley Air Force Base in Virginia. Bis zum Juli 2004 war er dort in der Stabsabteilung für Bedarf (Deputy Director of Requirements) im Hauptquartier des Air Combat Commands (ACC) beschäftigt. Es folgte eine Versetzung in den Nahen Osten. Zwischen Juli 2004 und Juni 2005 kommandierte er dort das 379. Expeditionsgeschwader (379th Air Expeditionary Wing) das an den militärischen Konflikten in der Region eingesetzt war. Dazu gehörten Einsätze über dem Irak und im Krieg in Afghanistan. Es folgte eine Versetzung zum Stab des Air Education and Training Commands, der auf der Randolph Air Force Base in Texas ansässig ist. Zwischen Juli 2005 und Juli 2006 leitete Feest dort dessen Stabsabteilung für Luft und Raumaufklärung (Deputy Director of Intelligence and Air, Space and Information Operations). Danach übernahm er bis zum Dezember 2006 die Leitung der Stabsabteilung für Logistik dieses Kommandos (Director of Logistics, Installations and Mission Support). Es folgte eine Versetzung zum Joint Chiefs of Staff in Washington, D.C. dessen Stab er bis zum Juli 2008 angehörte.
Am 30. Juli 2008 übernahm Gregory Feest als Nachfolger von Irving L. Halter, Jr. auf der Randolph AFB in Texas das Kommando über die 19. Luftflotte. Dieses Amt bekleidete er bis zum August 2010, als er von Mark Solo abgelöst wurde. Anschließend wurde Feest Leiter der Sicherheitsabteilung (Chief of Safety) der Air Force. Gleichzeitig leitete er den Air Force Safety Center der auf der Kirtland Air Force Base in New Mexico ansässig ist. Diese beiden Ämter bekleidete er bis zu seiner Pensionierung im Jahr 2012.
Während seiner aktiven Zeit als Militärpilot absolvierte er über 5600 Flugstunden auf verschiedenen Flugzeugtypen.
Nach seiner Pensionierung wurde Feest Mitglied in den Vorständen der Firmen L3 Technologies und Lockheed Martin.

## Daten der Beförderungen
| Abzeichen | Rang               | Jahr              |
| --------- | ------------------ | ----------------- |
|           | Second Lieutenant  | 13. Oktober 1978  |
|           | First Lieutenant   | 13. Oktober 1980  |
|           | Captain            | 13. Oktober 1982  |
|           | Major              | 1. Juli 1989      |
|           | Lieutenant Colonel | 1. März 1994      |
|           | Colonel            | 1. September 1998 |
|           | Brigadier General  | 1. Oktober 2005   |
|           | Major General      | 3. Dezember 2008  |

## Orden und Auszeichnungen
Gregory Feest erhielt im Lauf seiner militärischen Laufbahn unter anderem folgende Auszeichnungen:
- Air Force Distinguished Service Medal
- Defense Superior Service Medal
- Legion of Merit
- Bronze Star Medal
- Distinguished Flying Cross
- Meritorious Service Medal
- Air Medal
- Air Force Commendation Medal
- Air Force Achievement Medal
- Aerial Achievement Medal
- Joint Meritorious Unit Award
- Meritorious Unit Award
- Air Force Outstanding Unit Award
- Combat Readiness Medal
- Armed Forces Expeditionary Medal
- Southwest Asia Service Medal
- Afghanistan Campaign Medal
- Iraq Campaign Medal
- Global War on Terrorism Expeditionary Medal
- Global War on Terrorism Service Medal
- Armed Forces Service Medal
- Humanitarian Service Medal
- Kuwait Liberation Medal (Saudi-Arabien)
- Kuwait Liberation Medal (Kuwait)